# Hiệp hội Phần mềm và Dịch vụ Công nghệ thông tin Việt Nam
Hiệp hội Phần mềm và Dịch vụ Công nghệ thông tin Việt Nam (viết tắt theo tiếng Anh: VINASA, tên cũ: Hiệp hội Doanh nghiệp Phần mềm Việt Nam) là một tổ chức được thành lập với mục đích kiến tạo nền công nghiệp mới của quốc gia - nền công nghiệp phần mềm, phát huy truyền thống sáng tạo và cần cù của dân tộc, biến Việt Nam trở thành thung lũng phần mềm của thế giới, góp phần vào thành công của các thành viên và sự phồn vinh của đất nước.
Văn phòng Hiệp hội đặt tại địa chỉ Tầng 11, tòa nhà Cung Trí thức thành phố, số 01 Tôn Thất Thuyết, quận Cầu Giấy, Hà Nội .

## Lĩnh vực
- Giải pháp phần mềm phục vụ quản lý doanh nghiệp
- Giải pháp phần mềm phục vụ quản lý hành chính nhà nước
- Giải pháp phần mềm phục vụ ứng dụng Web và thương mại điện tử
- Giải pháp phần mềm phục vụ cho xây dựng - thiết kế
- Giải pháp phần mềm phục vụ cho giáo dục và đào tạo
- Các giải pháp phần mềm chuyên dụng khác

## Giải thưởng trực thuộc
- Giải thưởng Sao Khuê
- Vietgames
- Giải thưởng Thành phố thông minh Việt Nam
- Top 10 Doanh nghiệp CNTT Việt Nam